# العلاقات الكونغوية الموريتانية
العلاقات الكونغولية الموريتانية هي العلاقات الثنائية التي تجمع بين جمهورية الكونغو وموريتانيا.

## مقارنة بين البلدين
هذه مقارنة عامة ومرجعية للدولتين:
| وجه المقارنة                                              | [[تصنيف:صفحات تستخدم رمز علم غير موجود\|]] جمهورية الكونغو | موريتانيا                 |
| --------------------------------------------------------- | ---------------------------------------------------------- | ------------------------- |
| المساحة (كم2)                                             | 342.00 ألف                                                 | 1.03 مليون                |
| عدد السكان (نسمة)                                         | 5.26 مليون                                                 | 4.42 مليون                |
| الكثافة السكانية (ن./كم²)                                 | 15.38                                                      | 4.29                      |
| العاصمة                                                   | برازافيل                                                   | نواكشوط                   |
| اللغة الرسمية                                             | لغة فرنسية                                                 | اللغة العربية، لغة فرنسية |
| العملة                                                    | فرنك وسط أفريقي                                            | أوقية موريتانية، أوقية ‏   |
| الناتج المحلي الإجمالي (بليون دولار)                      | 8.72 مليار                                                 | 5.02 مليار                |
| الناتج المحلي الإجمالي (تعادل القوة الشرائية) بليون دولار | 29.48 مليار                                                |                           |
| الناتج المحلي الإجمالي الاسمي للفرد دولار أمريكي          | 1.85 ألف                                                   |                           |
| الناتج المحلي الإجمالي للفرد دولار أمريكي                 |                                                            | 3.91 ألف                  |
| مؤشر التنمية البشرية                                      | 0.591                                                      | 0.506                     |
| رمز المكالمات الدولي                                      | +242                                                       | +222                      |
| رمز الإنترنت                                              | .cg                                                        | .mr                       |
| المنطقة الزمنية                                           | ت ع م+01:00                                                | 00                        |

## منظمات دولية مشتركة
يشترك البلدان في عضوية مجموعة من المنظمات الدولية، منها:
| علم المنظمة | اسم المنظمة                                 | تاريخ انضمام جمهورية الكونغو | تاريخ انضمام موريتانيا |
| ----------- | ------------------------------------------- | ---------------------------- | ---------------------- |
|             | البنك الدولي للإنشاء والتعمير               | 10 يوليو 1963                | 10 سبتمبر 1963         |
|             | يونسكو                                      | 24 أكتوبر 1960               | 10 يناير 1962          |
|             | أفريستات ‏                                   | 21 سبتمبر 1993               | 1998                   |
|             | منظمة التجارة العالمية                      | ?                            | 31 مايو 1995           |
|             | وكالة ضمان الاستثمار متعدد الأطراف          | 16 أكتوبر 1991               | 8 سبتمبر 1992          |
|             | البنك الإفريقي للتنمية                      | ?                            | ?                      |
|             | منظمة الشرطة الجنائية الدولية               | ?                            | ?                      |
|             | مؤسسة التمويل الدولية                       | 1 أكتوبر 1980                | 29 ديسمبر 1967         |
|             | الأمم المتحدة                               | 20 سبتمبر 1960               | 27 أكتوبر 1961         |
|             | الاتحاد الأفريقي                            | ?                            | 25 مايو 1963           |
|             | مجموعة دول أفريقيا والكاريبي والمحيط الهادئ | ?                            | ?                      |
|             | مؤسسة التنمية الدولية                       | 8 نوفمبر 1963                | 10 سبتمبر 1963         |
|             | منظمة حظر الأسلحة الكيميائية                | ?                            | ?                      |
|             | المركز الدولي لتسوية المنازعات الاستشارية   | 14 أكتوبر 1966               | 14 أكتوبر 1966         |